# Opel 12/34 PS
L’Opel 12/34 PS est une voiture de la catégorie luxueuse construite par Adam Opel KG de 1916 à 1919 pour succéder au modèle 10/28 PS.

## Historique et technologie
Le moteur était un moteur quatre cylindres d’une cylindrée de 3 137 cm³ qui produisait 37 ch (27,2 kW) à 1 550 tr/min. Le moteur à commande latérale était refroidi par eau. La puissance du moteur était transmise à l’essieu arrière via un embrayage à cône en cuir, une boîte de vitesses manuelle à quatre vitesses et un arbre à cardan. La vitesse maximale de la voiture était de 78 km/h.
Les deux essieux rigides étaient suspendus au cadre, constitué de profilés en U en tôle en acier, par des ressorts à lames semi-elliptiques. Il n’y avait des freins à bande que sur les roues arrière.
Il y avait cinq styles de carrosserie, un phaéton à deux places, une voiture de tourisme à quatre ou six places, une limousine Pullman quatre portes et un landaulet.
En 1919, la construction de la 12/34 PS est arrêtée. La successeur est le modèle 14/48 PS, un développement ultérieur de la 14/30 PS.